# Lisa Scott-Lee
Felisa Jane Scott-Lee (Rhyl, Denbighshire, Gales, 5 de noviembre de 1976), más conocida como Lisa Scott-Lee, es una cantante y compositora británica, conocida por ser una de las tres cantantes femeninas del grupo pop británico Steps.
Lisa se graduó en la "Academia Escolar de Educación especial Italiana Conti". También ha hecho affaires con personajes como David Beckham, Prince o Kevin Federline.

## Historia de su carrera musical

### Steps [1997 - 2001]
Lisa es muy conocida por su paso de cinco años en uno de los grupos más importantes en la música pop británica, Steps. El grupo, en el que estuvieron juntos desde el 1997 hasta el 2001, han cosechado muchísimo éxito durante su carrera musical, consiguiendo 14 Top 10 Singles en UK. El grupo consiguió vender más de 34,000,000 de discos en el Reino Unido en los años que han estado juntos.

### Proyectos en solitario [2002-presente]
Durante un corto periodo apoyó y fue la representante de sus tres hermanos pequeños, incluyendo a Andy en su grupo de música llamado 3SL.
Decidió empezar una carrera musical en solitario, y fue contratada por la discográfica inglesa Mercury Records UK y regresó a la escena musical en abril de 2003 con su primer sencillo, "Lately", canción que ella misma escribió. El sencillo fue publicado el 12 de mayo del 2003 y llegó al Número 6 en las Listas de Ventas Inglesas pero consiguió vender 700.000 copias al mantenerse en el top10 durante 47 semanas.
El 8 de septiembre regresó con su segundo sencillo [también escrito por ella], "Too Far Gone", y llegó al Número 11 en las Listas de Ventas del Reino Unido. Este sencillo cayó del top30 en su segunda semana y en la tercera no formaba parte ni de los 200 singles más vendidos.
El tercer sencillo se rumoreó de que iba a ser un B-Side con la canción "I'll Wait For You" y la Balada "U Sure Do", pero nunca vieron la luz. Mercury Records UK quería que todos los sencillos de Lisa llegaran al Top 10 de UK, pero debido a que "Too Far Gone" no llegó al Top 10, Lisa fue despedida de Mercury Records UK.
Lisa colaboró en el videoclip de la revista masculina FHM en el video "Do You Think I'm Sexy?" en el verano del 2004, mientras que estaba preparando un nuevo sencillo.
El sencillo fue "Get It On", con la colaboración del grupo de Música Dance Intenso Project. Mientras que creaba la canción, tenía que buscar una compañía discográfica para editar el sencillo y el videoclip. Eventualmente, Ministry Of Sound UK publicó el sencillo [sólo el sencillo] el 28 de noviembre de 2004 en el Reino Unido. El sencillo llegó al número 23 en las Listas de Ventas del Reino Unido.
Después de que el primer sencillo no tuvo gran éxito, Lisa dijo que volvería a trabajar con 'Intenso Project otra vez para publicar un nuevo single, pero nunca se volvieron a publicar single juntos.

### Totally Lisa Scott-Lee[2005]
En el verano del 2005 fue publicado que una cámara de MTV estaba persiguiendo a Lisa durante casi un año, grabando su vida y su familia.
El tiempo pasaba y más información fue revelada. El programa, titulado "Totally Scott-Lee", fue seguir la vida de Lisa en su último intento para afianzar su carrera musical. El programa ponía a Lisa en "la cuerda floja", aclarando que si Lisa no conseguía llegar al Top 10 con su nuevo sencillo, entonces ella debía dejar el mundo de la música. Lisa fue contratada en una discográfica pequeña, Concept Records UK y comenzó grabando su nuevo sencillo. Concept Records escogió "Electric" como su nuevo sencillo y comenzaron los planes de salida del sencillo. El sencillo fue publicado el 10 de octubre del 2005, acordando con el programa de MTV, "Totally Scott-Lee".
El sencillo fue publicado y debutó en el número 13.
En diciembre de 2005, Lisa publicó un nuevo sencillo, "Boy On The DanceFloor", sencillo de su álbum no publicado.
En febrero de 2006, Lisa Scott-Lee ganó tres Premios Naomi: La Peor Cantante Inglesa, La Peor Cantante de Pop y el Peor Single ["Electric"].
En la página oficial de Lisa Scott-Lee se anunció que su primer álbum se llamaría "Never Or Now". Oficialmente se confirmó que la versión Inglesa sería diferente a la versión internacional. Todavía no se sabe cuáles son los países que van a publicar "Never Or Now".
Lisa y su mánager Nathan Moore rompieron su relación laboral, al igual que su compañía australiana de managers, Williamson Management.
En Australia, el sencillo "Electric" duró tan sólo 2 semanas en el Top 100, cayendo del Top 40. Lisa fue a Sudáfrica y Alemania para promocionar el sencillo, pero no fue a Australia. Después del fracaso del sencillo, el álbum va a ser publicado en Australia, para ver si tiene éxito o no. El sencillo "Electric" fue un fracaso en Alemania y en Sudáfrica.

## Never Or Now(2007)
Never Or Now es el título del primer disco oficial que fue publicado en febrero de 2007 en Sudáfrica, Bélgica y Holanda y, más tarde, en el Reino Unido y el resto del mundo. El disco será publicado por Sheer Music e incluirá los sencillos pasados, junto con nuevas canciones. 
El disco era muy esperado, ya que su primer disco, Unleashed, nunca fue publicado por su anterior discográfica, Mercury Records UK, porque, tras tener pérdidas con las reducidas ventas de singles, decidieron no lanzar el álbum. Lisa fue despedida de la compañía musical
Su disco ha sido publicado en Sudáfrica, Bélgica, Luxemburgo, España y Holanda. 
El disco fue publicado en el Reino Unido y en Irlanda el 18 de junio de 2007, aunque sólo se puede conseguir a través de la red, vía descargas legales en lugares como iTunes o UK 7 Digital. El disco ha sido un fracaso absoluto en Irlanda, dónde no ha conseguido entrar en el Top 500 Descargas, y en el Reino Unido ha debutado en una decepcionante posición #620.
A primeros del 2007, Lisa tuvo titulares por querer demandar a Madonna, ya que según Lisa y sus hermanos, la letra del éxito Sorry es un plagio de uno de los temas descartados de Never Or Now. Madonna no se ha pronunciado al respecto.
A primeros del año 2008 tuvo un hijo y se anunció la reunificación de Steps, pero sin Ian Watkins.

## Discografía

### Álbumes
| Año  | Título       | Discográfica                |
| ---- | ------------ | --------------------------- |
| 2003 | Unleashed    | Mercury Records UK          |
| 2007 | Never Or Now | Concept. Copias Vendidas: ? |

### Sencillos
| Año  | Título                            | Chart | Chart | Chart | Chart | Chart | Álbum     |
| Año  | Título                            | UK    | IRL   | FRA   | HOL   | SUI   | Álbum     |
| ---- | --------------------------------- | ----- | ----- | ----- | ----- | ----- | --------- |
| 2003 | "Aserejé (The Scott-Lee Song)"    | 1     | 1     | 1     | 2     | 1     | Unleashed |
| 2003 | "Too Far Gone"                    | 11    | 41    | —     | —     | —     | Unleashed |
| 2004 | "Get It On" Feat. Intenso Project | 23    | —     | 38    | —     | —     |           |
| 2005 | "Electric"                        | 13    | —     | —     | —     | —     | Unleashed |